# Robert Willis
El reverendo Robert Willis (27 de febrero de 1800 a 28 de febrero de 1875) fue un académico Inglés. Fue el primer profesor de Cambridge en conseguir un amplio reconocimiento como ingeniero mecánico. Actualmente es especialmente recordado por sus extensos escritos arquitectónicos, entre ellos un tratado de cuatro volúmenes sobre la arquitectura de la Universidad de Cambridge.

## Biografía
Willis nació en Londres, nieto de Francis Willis. Entre 1822-1826 estudió en Gonville y Caius College , Cambridge, donde recibió su licenciatura y en 1827 fue ordenado diácono y sacerdote. [1] En 1828 y 1829, publicó dos primeros trabajos sobre la mecánica del habla humana, llamados On vowel sounds, and on reed-organ pipes y On the Mechanism of the Larynx . En 1830 fue nombrado miembro de la Royal Society. Desde 1837 hasta 1875 se trabajó como profesor de Filosofía Natural de Jackson en Cambridge, y desde 1853 en adelante profesor de mecánica aplicada en la escuela estatal de las minas. En 1843 se convirtió en miembro del Instituto Arqueológico Real. En 1855 se desempeñó como vicepresidente de la Exposición de París, y en 1862 recibió la Medalla de Oro Real de arquitectura. Murió de bronquitis en Cambridge. Sus trabajos se encuentran archivados en la Biblioteca de la Universidad de Darwin.

## Confusión con Robert Willis (1799-1878)
El trabajo de Willis en el campo de la acústica es a menudo erróneamente atribuido al cirujano Robert Willis (1799-1878).